# 彭ヨウ
彭 羕（ほう よう、184年 - 220年）は、中国後漢末期の政治家。字は永年（えいねん）。益州広漢郡の人。

## 生涯
劉璋・劉備に仕えた。「身長8尺、甚だ容貌魁偉であり、性格は驕慢、人をぞんざいに扱うことが多かった」とある。
同郷の秦宓が許靖に推挙したため、彭羕は益州の書佐になった。しかし驕慢だったために讒言を受け、髠鉗（こんけん、剃髪され首枷をされること）の刑に処され労役囚とされた。
後に、劉備の陣営にいた龐統の所に無断で訪れて語り合い、龐統に才能を認められ、法正が前から彭羕をよく知っていたので、劉備の下へ連れて行かれた。劉備が彭羕に軍事について諸将に指示を与えさせると、彼は自分の仕事を見事にこなしたので重用された。劉璋を降した後、益州の治中従事となった。
だが、彭羕は思い上がり傲慢に振舞った。諸葛亮が劉備に「彭羕は野心が大きいので、大人しく仕えさせておくのは難しいでしょう」と内密に進言したため、劉備は行状を観察した上で次第に疎んずるようになり、江陽太守として左遷した。
この左遷への不満から、「あの老革（おいぼれ、老兵の意で劉備を指す）は耄碌して話にならない」「卿（馬超）が外（軍事）を、我が内（内政）を握るなら、天下に不足はないのだが…」と劉備への謀反とも取れる誹謗を馬超に漏らした。馬超がこのことを即刻上奏すると、彭羕は逮捕されて係の役人に引き渡された。
彭羕は獄中より諸葛亮に手紙を送り、主君の我が子に与えられるような厚い恩愛（分子之厚）を賜りながら、慈父を裏切ったからには罪は百度の死に相当すると認めつつ、馬超に漏らした言葉については弁明している。その後、処刑された。享年37。

## 演義での彭羕
小説『三国志演義』では、字は永言。親友の孟達が関羽を見殺しにしたことによって立場が危うくなったため、孟達宛の書簡を自分の従者に渡す。だがこの従者は関所で馬超に見つかり投獄されてしまう。事態を察した馬超が、彭羕の邸宅を訪れて真相を探ると、彭羕が正史と同じような言葉で劉備への謀反とも取れる話を持ちかけてくるのである。あとは正史と同じように、馬超が劉備に上奏したため、このことで警護兵に逮捕され処刑されてしまう。親友の刑死を知った孟達は、直ちに上庸から魏に奔ったという設定になっている。

## 横山光輝の三国志での彭羕
横山光輝の三国志では、劉備に仕えた後、黄忠、魏延の部隊が危険で、すぐに移動させたほうが良いと劉備に助言している。その後、彭羕の予言通り、劉璋軍は黄忠、魏延の部隊に水攻めを仕掛けた。